# 洪淳彦
洪 淳彦（홍순언、ホン・スノン：1905年? - 1937年1月19日）は日本統治時代の朝鮮の興行師である。

## 生涯
平安北道義州郡で生まれた年は、はっきりしていない。列車の食堂の給仕から始まり平壌でホテル支配人として勤務した。1926年に平壌で公演を行った舞踊家裵亀子と出会い裵亀子の脱走を手助けした。この時の縁で二人は1929年に結婚した。
結婚直後から裵亀子は裵亀子舞踊研究所を設立し活動を再開し、洪淳彦は裵亀子のマネージャーの役割をしながら興行界での活動を開始した。裵亀子舞踊研究所の学生たちによる公演団の運営が悪化すると日本の興行界と契約を締結し日本での巡回公演を始めて収益が改善し始めた。
巡回公演団運営経験が一段落した1935年には商業演劇を専門に講演する東洋劇場を開館して大きな成功を収めた。洪淳彦は現在のソウル西大門区忠正路に最新施設を持つ東洋劇場を作り、崔独鵑を支配人に招聘した。劇芸術研究会の洪海星と土月会出身の朴珍が、演出に加わり、当時有名な劇作家や俳優陣と専属契約を結んだ。東洋劇場運営過程で等級に違いを設ける月給制を実施するなど革新的な経営手法を導入するなどした。
東洋劇場は公演芸術の分野で数多くの話題作を発表して非常な関心を集めた。東洋劇場の興行が絶頂期に入ると妻の裵亀子の日本公演に同行した30代初めに日本で急逝した。

## 参考資料
- . ISBN 978-89-90626-26-4